# Fajdimos (syn Amfiona)
Fajdimos (gr. Φαίδιμος Phaídimos, łac. Phaedimus) – w mitologii greckiej królewicz tebański.
Uchodził za syna Amfiona i Niobe. Został zabity (wraz z braćmi) przez Apollina jako zemsta za pychę Niobe.